# Ein Zeitalter wird besichtigt

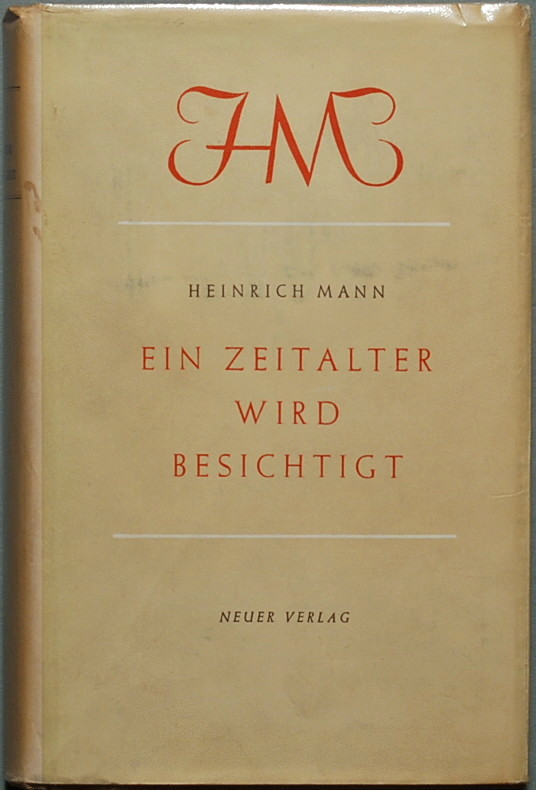
Schutzumschlag des Erstdrucks 1946

Ein Zeitalter wird besichtigt sind die Memoiren Heinrich Manns, von 1943 bis zum 23. Juni 1944 im kalifornischen Exil geschrieben und im März 1946 mit einer Auflage von 3.500 Exemplaren in Stockholm erschienen. Der Aufbau-Verlag Ost-Berlin brachte das Buch 1947 mit 40.000 Exemplaren heraus. Johannes R. Becher hatte einige Kapitel 1945 in Moskau vorabgedruckt.
Besichtigt wird die Geschichte Europas, beginnend mit der Französischen Revolution über das „umfängliche Phänomen“ Napoléon bis hin zum wilhelminischen Deutschland. Genauer nimmt der Autor die Weimarer Republik und die durchlebte Zeit des Nationalsozialismus als Emigrant bis zur absehbaren Zertrümmerung des Großdeutschen Reiches unter die Lupe. Die über weite Strecken sarkastische Lektüre, eine – gerade für deutsche Leser – mitunter gallebittere Medizin, enthält etliche lesenswerte Kurzporträts von Personen der Zeitgeschichte.

## Zeitalter
Heinrich Mann datiert sowohl Anfang als auch Ende des Zeitalters, von dem die Rede ist, und fasst auch die Epoche des 19. Jahrhunderts zusammen.
- 4. August 1789. Bald nach dem Ausbruch der Französischen Revolution hebt die Nationalversammlung sowohl Feudalherrschaft als auch Leibeigenschaft auf. Der Autor bezeichnet 1789 als Jahr der „Befreiung der menschlichen Persönlichkeit“.
- „Das 19. Jahrhundert“ erhält „sich bis zum Schluß die Achtung vor der Intellektualität“.
- 6. Juni 1944. Im vorletzten Satz seiner Lebenserinnerungen schreibt Heinrich Mann: „Abgeschlossen am Siebzehnten nach dem D-day“. Ein altes Zeitalter „tritt ab“.

Von diesen anderthalb Jahrhunderten hat der Autor immerhin fast die Hälfte miterlebt und ist somit wohl zu dieser – wenngleich ziemlich eigenwilligen – Geschichtsbetrachtung autorisiert. Eigentlich könnte diese Autobiographie „Verbannung aus Europa“ heißen. Denn der Leser nimmt spätestens nach der Lektüre allzu deutlich wahr, der Autor kann seine Vertreibung aus dem Kontinent, die am 21. Februar 1933 mit einer unauffälligen D-Zugfahrt von Berlin nach Frankfurt am Main beginnt und am 13. Oktober 1940 mit der Landung im Hafen von New York endet, nicht verwinden. Dabei hat Heinrich Mann „mehr Glück als Verstand“. Er „muss“ das aufschreiben. Als Ursache seiner gewaltsamen Entwurzelung sieht er „die deutschen Abenteuer, die Napoleon nachahmen“.
Bei aller Enttäuschung, bei allem Groll, ist Heinrich Mann tief dankbar, dass er sein Zeitalter durchleben durfte: „Es mitleben von A bis Z war zum Weinen und zum Lachen“.

## Staaten
In seinen Memoiren charakterisiert Heinrich Mann in 19 Kapiteln auf 511 Seiten unterschiedliche Staaten.
- Weimarer Republik

„Der kaiserliche Reichsbankpräsident Havenstein“, so spöttelt Heinrich Mann, stirbt 1923 „vor Schreck“, bevor er die Inflation begreift. Der „eilfertig angeschwollene Inflationskaufmann Stinnes“ verdiene für seine Kinder. Ende 1923 wäre die Inflation „abgebrochen“ worden. Plötzlich sei die „Goldmark“ da gewesen, nachdem „Kaufmann Stinnes, ein Komet, und seine zauberhaften Mitgestirne die greifbaren Grundlagen des nationalen Einkommens in ihren Besitz“ gebracht hätten. Schon vor 1933 hätten „die Industriellen die Alldeutschen finanziert, und hauptsächlich die hartnäckigen Forderungen der Industriellen nach eroberten Gebieten“ hätten „den Kaiser und seine Strategen bis in die vollendete Niederlage getrieben“.
Der „kranke, von niemandem geschonte“ Reichspräsident Ebert sei in München als „ungeschützter Tourist“ von den Nationalsozialisten bereits „ausgejohlt“ worden, als sie noch gar nicht Nazis geheißen hätten. Reichskanzler von Papen wäre im Ersten Weltkrieg „ein berufsmäßiger Spion gewesen“. „Hitler brachte General von Schleicher schon 1934 um“, schreibt Heinrich Mann. Und, so fährt er fort: „Die Republik hat an der vorgefundenen Machtverteilung nichts geändert. Herrschend blieben, wie je, Generäle, Großgrundbesitzer und Industrielle“. Im „Deutschland vor der Machtergreifung“ hätte die Macht „auf der Straße“ gelegen.
- Nationalsozialistisches Deutschland

Die „Besichtigung“ dieser verhängnisvollen Jahre nimmt in dem Erinnerungsbuch breiten Raum ein. „Die Deutschen“ hätten „ihre Regierung selbst gewählt, eigens, um hingerichtet zu werden“. „Der Terror in Deutschland“, gerichtet gegen „Sozialisten, Juden, Intellektuelle, Christen“, sei „geboten“ gewesen, „damit kein Widerspruch laut“ würde „gegen den Krieg“. Und „die deutschen Massen“ wären eigens da gewesen, „um sie zu betrügen, um sie zu verachten.“ Damit die Rüstung „nicht umsonst“ gewesen wäre, würde „Krieg sein müssen“. Der „Pakt“ vom 23. August 1939 solle „Verwandtschaft mit den Sowjets“ geheuchelt haben. Hitler habe „seine proletarischen Massen als Freunde“ geschickt. „Das“ sei „noch gefährlicher“ gewesen.
Der „Angriff Deutschlands auf die Sowjetunion“ sei „auch mit moralischem Irresein nicht mehr zu erklären“. „Ihr letzter Raubkrieg“ habe „die Deutschen ihr Land“ gekostet. Heinrich Mann registriert allein in einem Monat des Jahres 1944 über zweitausend politische Hinrichtungen in Deutschland.
- Sowjetunion

Der Dialog Radeks im Moskauer Prozess 1937 mit dem Staatsanwalt Wyschinski wird erwähnt. Ab dem 23. August 1939, dem Tag des Nichtangriffspakts, hätten die „schweigsamen Sowjets“ in Moskau „Unterstände“ gebaut.
- „Das Britische Commonwealth“

„Dank der Weisheit Englands“, so schreibt Heinrich Mann, „vergaßen die eroberten Länder, daß sie erobert waren. Die soziale Erfindung des Weltreichs ist das Commonwealth aller seine Teile“. „Es muß wohl ein geglaubtes, der Zukunft sicheres Gemeinwohl sein, wenn Kanadier, Australier, Neuseeländer, Südafrikaner, die Inder auch dabei, ungenötigt in Europa ihr Blut opfern“. Hitler habe „seine Gegner englischer Zunge vor versammeltem Reichstag Idioten“ genannt.
- Frankreich

„Der Dienst am Wort“: Heinrich Mann warnt acht Jahre in einer der Regierung nahestehenden französischen Zeitung vor Hitler. In Paris ist Heinrich Mann in den Jahren bis 1935 auf Versammlungen dabei, auf denen Henri Barbusse die französische Volksfront vorbereitet. Léon Blum soll Volksfrontminister werden. Blums Kontrahent ist Pierre Laval. André Gide, der seit seinem Moskau-Besuch die Sowjets anders sieht als zuvor von Paris aus, nimmt an den Zusammenkünften teil ebenso wie Louis Aragon und der Physiker Paul Langevin.
Die „Überrennung Frankreichs“ diene Hitler dazu, die deutschen Arbeiter reif zu machen für den „Überfall der Sowjetunion“. „Die Exekution jedes faschistischen Gespenstes“ koste „die lebendigen Franzosen zweihundert Erwürgte, Erschossene“.

## Porträts

### Skizzen
Heinrich Mann hat in den Text einige „novellistischen Skizzen“ eingelegt bzw. eindringliche Bilder heraufbeschworen.
- „Kapitän Langsdorf“, Kommandant des deutschen „Westentaschenschlachtschiffs“ Admiral Graf Spee, erschießt sich am 19. Dezember 1939 in Buenos Aires.[Quelle 1]
- Das Kapitel „Mein Bruder“[Quelle 2] ist eine Hommage à Thomas Mann.
- Berlin, Unter den Linden 1906: Ein Arbeiter wird aus einem Café hinausgeworfen[Quelle 3].
- Tilla Durieux tritt in Berlin auf.[Quelle 4]
- Arthur Schnitzler, dem „geliebten Freund“, dem „Dichter des Todes“, wird in einem Kapitel gehuldigt.[Quelle 5]
- „Félix Bertaux, Germanist, Lehrer an einem Lycée“ und Heinrich Mann luden sich nach dem Ersten Weltkrieg wechselseitig nach Paris und München ein.[Quelle 6]
- „Eine Liebesgeschichte“[Quelle 7] erzählt von einer berechnenden jungen Frau, die sich einen noch viel jüngeren Reichen angelt. Das Ehepaar avanciert zu den Kriegsgewinnlern des Ersten Weltkriegs, wird aber darüber nicht glücklich.
- Max Liebermann, der Freund, stirbt 1935 in Berlin.[Quelle 8] „Die hinterbliebene Gattin vergiftet sich, als sie „nach dem Osten“ deportiert werden“ soll.[Quelle 9]
- „Udet“ fragt „seinen Freund“ Hitler: „Sind Sie verrückt geworden?“[Quelle 10]
- Der „Raufbold“ und „Wagehals“[Quelle 11] Bismarck empfängt den „Literaten“ und „Streithengst“[Quelle 11], den „Robespierre ohne Fallbeil“[Quelle 12], Ferdinand Lassalle.[Quelle 13]

### Freund und Feind
Augenzeuge Jx
Heinrich Mann will sich „mit Maßen“ einmischen. Also stellt der „Zuschauer“ dieser „Besichtigung“ sich mit „Jx“ vor. Trotzdem ist die Unterscheidung zwischen seinen Freunden und Feinden fast immer möglich. Gehöriger Abstand von den Ereignissen ist ein guter Vorsatz, den Jx selten einhalten kann. Nur zu oft schwillt Jx die Zornesader. Dann tritt er rasch zu nahe.
Freund
- Heinrich Mann plaudert darüber, wie sein Freund, der „gelernte Sprecher Albert Steinrück, Lakai des Publikums“ wurde.[Quelle 15]
- Heinrich Mann nennt „Thomas Garrick Masaryk“ seinen wahren Freund.[Quelle 16] Der tschechoslowakische Staatsgründer verhilft dem deutschen Emigranten, der das Tschechische falsch nachspricht, 1936 zur tschechoslowakischen Staatsbürgerschaft.[Quelle 17]
- Heinrich Mann schreibt anerkennend über Ernst Barlach[Quelle 18], Max Reinhardt, den Theatermann[Quelle 14], Anatole France[Quelle 19], Ernest Renan, den Zweifler[Quelle 19]. Und er trauert um den ermordeten Freund Erich Mühsam.[Quelle 20]
- Respektvoll äußert sich Heinrich Mann über Giacomo Puccini[Quelle 21], Dostojewski[Quelle 22] und Tolstoi[Quelle 22]. „Die Kreutzersonate“ sei „eines der Wunder des Zeitalters“.[Quelle 23] In einem Atemzug mit seinem Lob auf Dostojewski und Tolstoi erkühnt sich Heinrich Mann zu der Behauptung, die „Oktoberrevolution“ sei die „Verwirklichung einer hundertjährigen Literatur“.[Quelle 24] Stendhal und dessen Held „Julien Sorel“ in „Le Rouge et le Noir“.[Quelle 25] werden gleichermaßen bewundert.
- Mit vorzüglicher Hochachtung schreibt Heinrich Mann über Bismarck: „Der Fürst hat von 1875 bis 90 den Frieden stark gemacht“.[Quelle 26] 1883 – vierzehn Jahre vor den Engländern – beginnt er mit der „deutschen Arbeiterversicherung“.[Quelle 27] Bismarck sei „eine konservative Wohltat dieses Erdteils“ [Europa] „gewesen – von seiner Bedrohung endlos entfernt“[Quelle 28].
- Sympathie empfindet Heinrich Mann für die Sieger des Zweiten Weltkrieges – für Churchill, der „seine Wurzel in dem Schriftsteller Churchill“[Quelle 29] hat und für Roosevelt, den „vergeistigtsten Typ, den Amerika kennt“[Quelle 29].

Feind
- Wilhelm II.: Besonders ausgeprägt erscheint die Abneigung Heinrich Manns gegen Wilhelm II. Der Kaiser spiele den „absoluten Herrscher“. Dazu kleide er sich häufig um, reise immer, wisse alles und rede noch mehr.[Quelle 30] Er achte nur das Geld und verbinde sich mit der Industrie. Wilhelm II. provoziere, zucke zurück und spiele „mit tödlichen Feindschaften“.[Quelle 31] 1906 reitet der Kaiser Unter den Linden an Heinrich Mann vorüber in der „Haltung eines bequemen Triumphators. Wenn er gegrüßt“ werde, lächele „er – weniger streng als mit leichtsinniger Nichtachtung“.[Quelle 32] Zur „Arbeitergesetzgebung“ habe der Kaiser bemerkt: „Die Kompottschüssel ist voll“ und zum Ausbruch des Krieges: „Das habe ich nicht gewollt“.[Quelle 33]
- Hitler: Allein die schmähenden Beinamen, mit denen Heinrich Mann aus der sicheren Entfernung des kalifornischen Exils seinen Intimfeind im Text belegt, lassen darauf schließen, was der Autor vom „Führer“ hält: Der „Schreckensmann“[Quelle 34], der „Gefreite, der niemals Unteroffizier werden konnte“[Quelle 35], der „krankhafte Typ“, in dem die Massen „ihr perfektes Muster erblicken“[Quelle 36], der „falsche Revolutionär“[Quelle 37], der „Popanz“[Quelle 38], die „Puppe der Schwerindustrie“[Quelle 39], „der Traumwandler“[Quelle 10], „Schicklgruber Adolf mit deutsch-böhmischem Akzent und Himmelfahrtsnase“[Quelle 40], „Taschenspieler der Weltbeherrschung“[Quelle 41] und „Herr aller Pétains“.[Quelle 42] Die Idee des „Dilettanten“ sei, „niemand will den Krieg, daher kann ich ihn machen“.[Quelle 43] Deutschland gäbe sich dem „niedrigen Individuum in die Hände“[Quelle 43]. Mit seinem „Angriff auf die Sowjetunion“[Quelle 44] ahme Hitler „Napoleons Einmarsch in Rußland“ nach und zwar exakt auf den Tag – den 22. Juni.[Quelle 45] Hitler beziehe sein ganzes politisches Kapital aus dem „Antibolschewismus“. Die „Strategie des Führers“ beruhe „auf seinen irrationalen Impulsen“. Darum könnten die „Manufacturers“ keine „nüchternen Pläne“ bekommen[Quelle 39]. Hitler habe „zuviel Glück gehabt“. Im Unglück dann werde er verachtet „vom General, der das rettende Flugzeug besteigt, bis zu dem gemeinen Mann, wenn er nach einem letzten Stück Pferdefleisch auf dem Eis erstarrt – ‚in grotesken Stellungen‘, wie gemeldet wird“.[Quelle 46] Das „Hauptquartier“ müsse „nach Polen zurückverlegt werden und, wer weiß, wie bald ist es in Chemnitz“[Quelle 46].
- Kunstraub in den von der Wehrmacht besetzten Ländern ist dem Schöngeist Heinrich Mann in tiefster Seele verhasst. So stellt er den NSDAP-Politiker Alfred Rosenberg und den deutschen Botschafter in Paris, SS-Brigadeführer Otto Abetz an den Pranger.
  - „Rosenberg, früherer Spion des Zaren, der verläßliche Balte“, habe im „eroberten Rußland“ geplündert.[Quelle 47]
  - Der „Zeichenlehrer Abetz“ habe dem „Maler Picasso“ vergeblich die „Co-Operation“ angeboten.[Quelle 48]

## Bonmots
- Blitzkrieg – ist das Eingeständnis, man könnte nur mit einem Tag Vorsprung an das Ziel kommen, dann nie wieder.[Quelle 49]
- Totaler Krieg – heißt deutlich, daß die lebenden Nationen niemals wirklich besiegt sind: man muß sie umbringen[Quelle 49].
- Herrenvolk, Lebensraum und jeder andere Schwindel sind verspätete Antworten auf das machtvolle Wort Freiheit[Quelle 49].
- Krieg liefert Schülern eine Ausrede, die gegen Tadel geschützt ist, um nichts mehr zu lernen.[Quelle 50]
- „Kann er sein Andante spielen?“ fragte Beethoven, weil es das Schwerste ist.[Quelle 51]

## Zitate
- Jeder Deutsche von Rang hat unter den Deutschen gelitten.[Quelle 52]
- Zweiter Weltkrieg: Die Deutschen verteidigen gar nichts. Niemand hatte ihr Land bedroht.[Quelle 53]
- Die Deutschen nach dem Ersten Weltkrieg: Wer überschwenglich haßt, zerstört sich selbst.[Quelle 54]
- Das Glück gebiert und trägt sich selbst.[Quelle 55]
- Wir haben nur unsere Vernunft.[Quelle 56]
- Wer die Vernunft leugnet, muß nirgends genau sein.[Quelle 57]
- Die Liebe ist frei, allein die innere Gnade erteilt sie dem Erwählten.[Quelle 58]
- Gut wird niemand auf höheren Befehl.[Quelle 59]
- Wer weder liest noch lernt, ist bestimmt, auf dem Punkt zu scheitern, wie die vor ihm.[Quelle 60]
- Der Haß vergibt nicht[Quelle 9].
- „Jedermann, der sterben soll, ist achtbar“, sprach Clemenceau.[Quelle 40]
- Anmut mit Würde tut Wunder.[Quelle 61]
- Die Fruchtbarkeit ist das Wagnis selbst.[Quelle 62]
- Das Beängstigende ist unsichtbar.[Quelle 63]
- Die Tücke läuft sich tot, wenn die Unschuld weise ist.[Quelle 64]
- Aus einem Glück, das wir uns nicht verdienen, wird Unheil.[Quelle 65]
- Heinrich Manns „Glaube“ an die Deutschen: Sie werden, in ihrer öffentlichen Unbegabtheit, irgendeinen neuen Unfug anstellen.[Quelle 66]

## Selbstzeugnis
- Am 11. November 1943 schreibt Heinrich Mann in einem Brief, es gehe in seinen Lebenserinnerungen weniger um Selbstbetrachtung, sondern: Es handelt sich um das Gesamtergebnis, das ich ziehe.[5]

## Rezeption
- Thomas Mann lobt 1950 den Bruder. Das Werk sei von unbeschreiblich strengem und heiterem Glanz, naiver Weisheit und moralischer Würde, geschrieben in einer Prosa, deren intellektuell federnde Simplizität sie mir als Sprache der Zukunft erscheinen läßt.[6] Und er prophezeit – dem Bruder in diesem Spezialfall wohlgesinnt: Ich bin überzeugt, daß die deutschen Schul-Lesebücher des einundzwanzigsten Jahrhunderts Proben aus diesem Buch als Muster führen werden.[7]
- Der Leser Dietze[8] hat den Eindruck: Jede Zeile der besichtigenden Bilanz wird geschrieben unter dem übermächtigen Eindruck, daß etwa gleichzeitig mit dem Absinken der eigenen Lebenskurve auch ein Zeitalter zu Ende gehe und ein neues heraufziehe.
- Nach Koopmann sind diese Memoiren die Rekonstruktion der Geschichte seit dem frühen 19. Jahrhundert mit Hilfe auch irrationaler Kategorien wie der des Lebensgefühls.
- Eder schätzt ein: Das Kapitel „Mein Bruder“ in diesen Erinnerungen ist von Zuneigung und Bewunderung diktiert.
- Schneider[9] verweist auf Äußerungen aus den Jahren 1947–1949
  - Westdeutschland: Karl Lemke[10], Friedrich Luft, Peter Blachstein und Friedrich Sieburg
  - Ost-Berlin: Alfred Kantorowicz, Walter Kiewert[11], Helmut Schüller und Hans Mayer.
- Heinrich Mann habe seine Parteilichkeit immer zugegeben.[12]

## Form
- Elemente

Diese Memoiren bestehen aus Retrospektiven, Kommentaren, Porträts, novellistischen Skizzen und autobiographischen Mitteilungen.
- Kunstfehler

Die o. g. Elemente sind mit ungeheurer schöpferischer Wucht zu einem Kunstwerk gefügt. Bei genauem Hinsehen werden wenige kleine Formschwächen sichtbar. Zum Beispiel beschwört Heinrich Mann zweimal dasselbe Grauen erregende Bild von einer Hamburger Straße: Nach dem Luftangriff am 24. Juli 1943 auf die Stadt bleiben vor dem Feuersturm zu Fuß flüchtende Einwohner im erhitzten Asphalt stecken und erhalten von patrouillierenden deutschen Soldaten den Gnadenschuss.
- Erzählhaltung

Die Erzählhaltung variiert von Herzenswärme bis zum beißenden Spott.
- Polemik

Manche unverblümte Behauptung Heinrich Manns kann von der heutigen Geschichtsforschung so nicht bestätigt werden, z. B.
Hitler ließ 1939 General von Fritsch an der polnischen Front erschießen.
- Kategorisierung

Diese Memoiren sind durchaus kein objektiver Bericht. Sie sind eher als literarisches Werk einzuordnen. Beispielsweise verwendet der Augenzeuge Jx solche Schöpfungen wie das Sonnengeflecht im Kopf eines Menschen. Dieser wunderliche, an keiner Stelle erklärte Terminus geistert durch das Spätwerk Heinrich Manns – auffindbar z. B. auch in den letzten beiden Romanen Empfang bei der Welt und Der Atem. Dort wie hier steht Sonnengeflecht für so etwas, das u. a. unsere nächtlichen Albträume generiert.

## Belege
Ein Zeitalter wird besichtigt. Band 24: Heinrich Mann: Gesammelte Werke. 732 Seiten. Aufbau-Verlag, Berlin und Weimar 1982.
1. ↑  S. 67.
2. ↑  S. 215.
3. ↑  S. 223
4. ↑  S. 231.
5. ↑  S. 234.
6. ↑  S. 242.
7. ↑  S. 262.
8. ↑  S. 343.
9. 1 2  S. 344.
10. 1 2  S. 355.
11. 1 2  S. 472.
12. ↑  S. 473.
13. ↑  S. 467.
14. 1 2  S. 148.
15. ↑  S. 229.
16. ↑  S. 299.
17. ↑  S. 436.
18. ↑  S. 208.
19. 1 2  S. 194.
20. ↑  S. 352.
21. ↑  S. 284.
22. 1 2  S. 47.
23. ↑  S. 49.
24. ↑  S. 50.
25. ↑  S. 22.
26. ↑  S. 179.
27. ↑  S. 466.
28. ↑  S. 471
29. 1 2  S. 32.
30. ↑  S. 12.
31. ↑  S. 14.
32. ↑  S. 222.
33. ↑  S. 476.
34. ↑  S. 109.
35. ↑  S. 110.
36. ↑  S. 115.
37. ↑  S. 134.
38. ↑  S. 175.
39. 1 2  S. 193.
40. 1 2  S. 360.
41. ↑  S. 403.
42. ↑  S. 404.
43. 1 2  S. 15.
44. ↑  S. 117.
45. ↑  S. 118.
46. 1 2  S. 364.
47. ↑  S. 350.
48. ↑  S. 414.
49. 1 2 3  S. 29.
50. ↑  S. 149.
51. ↑  S. 486.
52. ↑  S. 35.
53. ↑  S. 43.
54. ↑  S. 59.
55. ↑  S. 184.
56. ↑  S. 190.
57. ↑  S. 198.
58. ↑  S. 257.
59. ↑  S. 259.
60. ↑  S. 305.
61. ↑  S. 376.
62. ↑  S. 409.
63. ↑  S. 413.
64. ↑  S. 437.
65. ↑  S. 478.
66. ↑  S. 505.
67. ↑  S. 340, 422.
68. ↑  S. 323.
69. ↑  S. 340.

Weitere Quellen
1. ↑  Schneider in der Ausgabe Fischer-TB, Frankfurt 1988, S. 630–631.
2. ↑  Klaus Schröter im Nachwort der Ausgabe 1988, S. 628 Mitte.
3. ↑  Ebersbach, S. 279.
4. 1 2  Dietze, S. 576.
5. ↑  zitiert in Dietze, S. 574.
6. ↑  zitiert in Ebersbach, S. 294.
7. ↑  zitiert bei Koopmann, S. 22.
8. ↑  Dietze, S. 567.
9. ↑  Schneider in der Ausgabe Fischer-TB, Frankfurt 1988, S. 740–741.
10. ↑  Karl Lemke in der Deutschen Biographie.
11. ↑  Walter Kiewert in der Deutschen Biographie.
12. ↑  Klaus Schröter im Nachwort der Ausgabe 1988, S. 621 unten.